# Sinamiidae
Die Sinamiidae sind eine Familie ausgestorbener Knochenfische aus der Ordnung der Bogenflosser (Amiiformes). Sie lebten in der Unterkreide in ostasiatischen Süßgewässern. Fossilien wurden in China, Japan, Thailand und im südsibirischen, russischen Oblast Kemerowo gefunden.

## Merkmale
Die Sinamiidae sind den europäischen und nordamerikanischen Amiidae sehr ähnlich und waren mittelgroße, langgestreckte, schlanke Raubfische. Der Körper war mit kräftigen Ganoidschuppen bedeckt. Die Augen waren groß, die Maulspalte tief. Beide Kiefer waren bezahnt.
Das Scheitelbein war einzeln. Die Extrascapulare (ein Schädelknochen) lagen paarig vor, mit einem zusätzlichen mittleren Knochen. Die Wirbelzentren sind vollständig verknöchert. Diplospondyle Wirbel, das heißt Wirbel mit zwei Wirbelzentren, gab es nicht. Wirbelkörper besaßen eine variable Anzahl (meist zwei) von seitlichen Fortsätzen. Die Parapophysen, Fortsätze auf der Unterseite von Wirbeln, waren nicht mit den Wirbelzentren zusammengewachsen. Die Anzahl der Supraneuralia (Neuralfortsätze) war klein (5 bis 14).
Die Afterflosse hatte etwa zehn Flossenträger (Radialia) und acht bis elf Flossenstrahlen. Die Schwanzflosse war abgerundet. Im Schwanzflossenskelett finden sich ein bis drei Uroneuralia, die aus abgetrennten Neuralbögen der Wirbelkörper entstanden und nur wenige Epuralia (längliche, freistehende Knochen). Die Anzahl der Urodermalia lag bei zwei oder weniger. Das Verhältnis von Flossenträgern und Hypuralia im Schwanzflossenskelett lag etwa bei 1:1.

## Gattungen
Bisher wurden vier Gattungen beschrieben:
- Ikechaoamia
- Khoratamia[3]
- Sinamia
- Siamamia